# Izu (Shizuoka)
Izu (伊豆市 -shi) é uma cidade japonesa localizada na província de Shizuoka.
Em 2004 a cidade tinha uma população estimada em 37 869 habitantes e uma densidade populacional de 104 h/km². Tem uma área total de 363,97 km².
Recebeu o estatuto de cidade a 1 de Abril de 2004.

## Cidades-irmãs
- Nelson, Canadá
- Hope, Canadá
- Minamiminowa, Japão